# 祁果
祁果（1917年1月—2009年8月18日），男，山西临汾人，中华人民共和国政治人物。

## 生平
祁果生于临汾县泊庄镇左义南村一个普通家庭。1936年1月，在中国共产党《八一宣言》及中国工农红军东渡黄河东征的影响下，祁果放弃了山西大学冶金专业的学业，参加中国工农红军。1937年12月加入中国共产党。抗日战争期间，祁果在农村发动群众参加抗日。1946年8月，调到豫西前委，负责鄂陕豫地区党政工作的开展。1949年任汉中地委书记。
中华人民共和国成立后，祁果奉调到新疆工作，历任中共南疆区委第三书记、第二书记、中共中央新疆分局委员。1956年，任中共新疆维吾尔自治区党委委员、常委、工交部部长、中共新疆维吾尔自治区党委候补书记、书记。文革期间，祁果在“五七”干校接受劳动改造，1973年重新工作，历任新疆维吾尔自治区计委党组书记、副主任，中共新疆维吾尔自治区党委常委，新疆维吾尔自治区革命委员会副主任兼农垦总局党委书记。1980年，调中华人民共和国农业部工作，任农业部党组成员、畜牧总局局长。1982年返回新疆工作，历任中共新疆维吾尔自治区党委书记（当时设有第一书记），中共新疆维吾尔自治区顾问委员会副主任。1992年1月离职休养。
2009年8月18日，祁果在乌鲁木齐病逝，享年93岁。8月20日，祁果同志遗体告别仪式在乌鲁木齐殡仪馆举行。